# Клингенмюнстер
Клингенмюнстер (нем. Klingenmünster) — община в Германии, в земле Рейнланд-Пфальц. Входит в состав района Южный Вайнштрассе. Подчиняется управлению Бад Бергцаберн. Население составляет 2393 человека (на 31 декабря 2006 года). Занимает площадь 10,72 км². На территории коммуны расположен замок Ландек (нем. burg Landeck), построенный в 1180 году.
Место рождения немецкого поэта и писателя Августа Беккера (1828—1891).
- Церковь в Клингенмюнстере
- Памятник А. Беккеру в Клингенмюнстере

## Население
| Год  | Численность |
| ---- | ----------- |
| 2010 | 2446        |

| Год  | Численность | Численность |
| ---- | ----------- | ----------- |
| 1975 | 2259        | [ 4 ]       |
| 2017 | 2281        | [ 1 ]       |
| 2019 | 2292        | [ 5 ]       |
| 2021 | 2317        | [ 6 ]       |
| 2022 | 2340        | [ 7 ]       |
| 2023 | 2323        | [ 2 ]       |